# 吉岡宏起
吉岡 宏起（よしおか ひろき）は、日本のアニメーションプロデューサー。株式会社ENGI代表取締役社長。

## 来歴
奈良県出身。高校在学中に警察不祥事への義憤から検察官を志望し、近畿大学法学部へ入学する。1995年に大学を卒業後、プログラミングを学ぶためHAL大阪校を経てゲームメーカーに就職したが、プログラマーでなくプランナーとして採用された。ところが入社したゲームメーカーが2年弱で倒産、知人の紹介で移籍したメーカーは上司との価値観の相違を理由に退職し、1年余りを警備員など日雇いの仕事で過ごしたのち2004年にアニメ制作会社のGONZOへ入社した。
2007年に『アニ*クリ15』第1シーズンで放送された短編アニメ『火男』で初めてプロデューサーを務め、2009年にGONZOのデジタル部門をキュー・テック（現クープ）が譲り受けて発足したグラフィニカの創業メンバーとなる。2014年に取締役となり、同年公開のアニメーション映画『楽園追放 -Expelled from Paradise-』ではチーフアニメーションプロデューサーに就任した。
2018年4月、KADOKAWAやサミーの出資で新設されたENGIの立ち上げに加わり三浦和也、橋本隆希らと共にグラフィニカから移籍、専務に就任する。ENGIの初代社長には元キュー・テック社長の梶尾徹が就任していたが、設立当初から吉岡が後継指名を受けており2021年6月21日付で2代目社長となった。

## 作品

### テレビアニメ
2007年
- ジャイロソプター（マネージャー）
- 火男（プロデューサー）

2008年
- ドルアーガの塔 〜the Aegis of URUK〜（3DCGマネジメント）

2015年
- 放課後のプレアデス（3DCGプロデューサー）

2019年
- 旗揚!けものみち（アニメーションプロデューサー）

2020年
- 宇崎ちゃんは遊びたい!（アニメーションプロデューサー）

2021年
- SHOW BY ROCK!! STARS!!（CGプロデューサー）

### 劇場アニメ
2014年
- 楽園追放 -Expelled from Paradise-（チーフアニメーションプロデューサー）

2015年
- ガールズ&パンツァー 劇場版（CGIエグゼクティブプロデューサー）

### OVA
2007年
- サクラ大戦 ニューヨーク・紐育（3DCGマネジメント）

2014年
- ストライクウィッチーズ Operation Victory Arrow（CGIプロデューサー）

2017年
- ガールズ&パンツァー 最終章（CGIエグゼクティブプロデューサー）